# 커세어 (기업)
커세어(Corsair Components, Inc.)는 미국 캘리포니아주 프리몬트에 본사를 둔 컴퓨터 주변기기 및 하드웨어 회사다.
고속 DRAM 모듈, ATX 전원 공급 장치, USB 플래시 드라이브, 메모리 및 케이스 쿨링 솔루션, 솔리드 스테이트 드라이브, 스피커, 헤드셋, 키보드 등을 포함한 컴퓨터를 위한 일련의 제품을 디자인하고 판매한다. 캘리포니아 프리몬트 소재 본사 외에 대만에 조립, 테스트, 패키징을 위한 제조공장을 운영하며, 아시아, 미국, 유럽에 분배센터가 있다. 미국 전역, 유럽, 아시아에 판매 및 마케팅 사무실이 있다. 대한민국내 유통은 (주)이노베이션 티뮤가 담당하고 있다.

## 역사
1994년 커세어 마이크로시스템즈(Corsair Microsystems)라는 이름으로 앤디 폴, 돈 리베르만, 존 비클리에 의해 설립되었다. 원래 커세어는 COAST(캐시 온 어 스틱) 모듈인 레벨 2 캐시 모듈을 OEM용으로 개발했다. 인텔이 펜티엄 프로 프로세서 계열 출시와 함께 L2 캐시를 프로세서에 통합하자 커세어는 주로 서버 시장에서 DRAM 모듈에 집중하기로 했다.
커세어는 DRM 메모리 모듈 생산을 오버클럭을 위한 하이엔드 시장으로 확대했다.

2014년부터 체리와 파트너십을 통해 체리의 신제품 스위치를 출시 후 일정 기간 동안 독점 공급받고 있다.

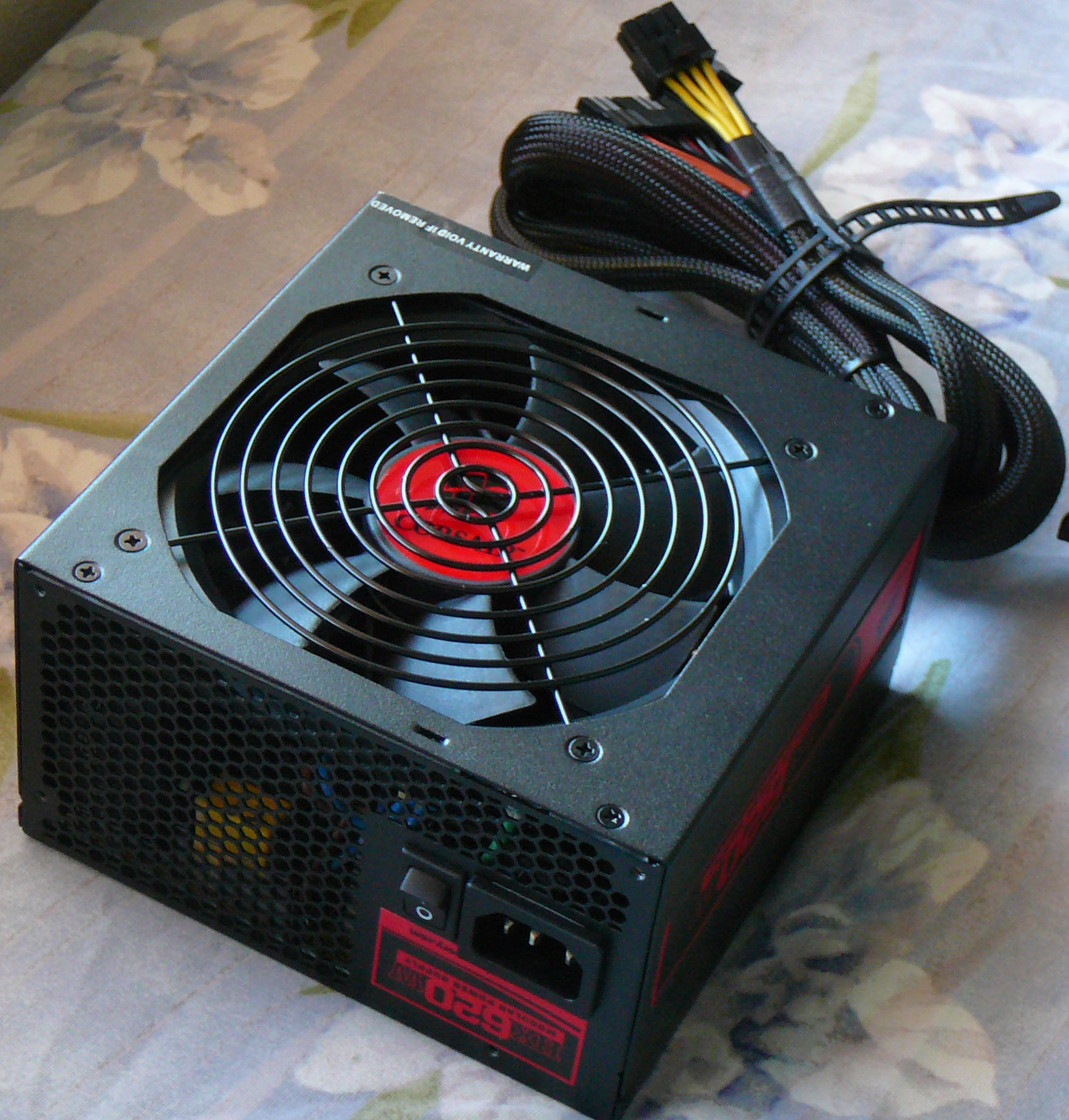
커세어 전원 공급장치 모델 CMPSU-620HX